# 互累症
互累症（Codependency）也稱為共依存症，是指照顧者和被照顧者之間一種失衡的依附狀態，是一種病態的關係，一般而言，被照顧者都是社會功能缺失的人士，例如酗酒、物質濫用、問題賭博及精神病患，過去曾有討論互累症是否屬於精神疾病診斷與統計手冊的精神疾病，但最終被否決，因此互累症並非一種正式被診斷的疾病。互累症的說法起源於70年代的美國，當時有醫護人員發現酗酒者的家人發展出不正常的操控及監視行為，並造成了機能不全家庭，除此之外，屬於互累症的照顧者同時可能出現自責、焦慮及憤怒的情感，或是社交退縮、逃避及經濟困難等行為問題，美國的互累症協會將以上問題歸納為四種類型，第一種是否認型，第二種是自卑型，第三種是遷就型，第四種是操控型。同時，美國的互累症協會從結合了宗教元素發展出的十二步項目，引申出家長十步，成為改善互累症人士的指導模式。